# Fine (Gälisch)
Fine ['fʼinʼe] (irisch; kymrisch cenedl) ist die gälische Bezeichnung für die Familie. Das Wort fine ist verwandt mit dem althochdeutschen wini („Freund“).

## Strukturen derfine
Die fine war eine durch verwandtschaftliche Beziehungen verbundene Gruppe, deren Größe stark variierte. Die gel-fine waren alle von einem gemeinsamen Großvater abstammenden Verwandten; die íar-fine war die Gruppe, die einen gemeinsamen Ur-Ur-Großvater besaß. Die wichtigste Gruppierung war die derb-fine (derb, „echt“, „rechtmäßig“; kymrisch gwely), die ihre Abstammung von einem gemeinsamen Urgroßvater ableitete, also die Vier-Generationen-Familie. Unter bestimmten Umständen haftete sie gemeinsam für Vergehen oder Schulden einzelner Mitglieder.
Diese derb-fine besaß gemeinschaftliches Land (fintiu), das nur innerhalb dieser Familie weitergegeben werden konnte. Beim Tod eines Nutznießers wurde dieses Land von der Familie an ein anderes Mitglied vergeben. Sinn dieser Regel war, eine Anhäufung von Besitz in der Hand eines Einzelnen zu verhindern. Bei Fehlen eines erbberechtigten Mannes konnte auch die Tochter des letzten Landbesitzers, ban-chomarba („Frau-Erbe“) genannt, erben. Erst die Einführung des englischen Erbrechtes bei der Eroberung Irlands beendete dieses System.
Das Oberhaupt einer fine führte den Titel agae fine, cenn fine oder conn fine. Der agae fine erlangte seine Position auf Grund seines Vermögens, seines Ansehens und sonstiger Vorzüge, er vertrat die fine gegenüber der Gesellschaft.
Eine Art Erbkönigtum könnte man aus der Bestimmung ableiten, dass die Nachfolge eines Königs (rí) stets aus seiner fine (lateinisch stirps regia, „königliches Lager“) gewählt wurde. Es gab allerdings keine lineare Erbfolge, so dass prinzipiell jeder männliche Verwandte diesen Anspruch besaß. Die beim Tode des Königs deshalb möglichen Streitigkeiten versuchte die fine durch eine Nachfolgeregelung schon zu Lebzeiten des Königs zu verhindern.
Das genaue Entsprechen zur derb-fine ist die indische Vier-Generationen-Sippe sapiṇḍa. Daraus lässt sich der indogermanische Ursprung und somit das hohe Alter dieses Systems ablesen.